# Sturnornis
Sturnornis is een geslacht van zangvogels uit de familie spreeuwen (Sturnidae). Er is één soort:
- Sturnornis albofrontatus  –  Maskerspreeuw